# Elvio Banchero
Elvio Banchero (Alessandria, 28 de abril de 1904 - 21 de janeiro de 1982) foi um futebolista e treinador de futebol italiano.

## Carreira
Conquistou a medalha de bronze 1928, com a Seleção Italiana de Futebol.